# 大東村 (岡山県)
大東村（だいとうそん）は、岡山県久米郡にあった村。
現在の津山市一色、神代、中北下、南方中、宮部上、宮部下に当たる。
大井町成立時、大字南方一色が一色と改称。

## 沿革
- 1943年11月3日 - 久米郡大井東村と大倭村が合併し、大東村となる。
- 1952年8月1日 - 久米郡大井西村と合併し、大井町となる。

## 地区の地名
- 神代
- 中北下
- 南方一色
- 南方中
- 宮部上
- 宮部下

## 教育

### 保育園
- 久米保育所

### 学校
- 中正小学校[1]
- 久米中学校

## 交通

### 鉄道
JR姫新線が通過のみ。

### 道路
廃止当時は未完成。

#### 高速道路
中国自動車道 ： 久米BS

#### 国道
- 国道181号

#### 県道
- 一般県道
  - 岡山県道159号久米中央線
  - 岡山県道335号余野上久米線
  - 岡山県道339号西一宮中北上線
  - 岡山県道340号河本久米線

## 河川・山岳

### 河川
- 久米川
- 神代川
- 宮部川

### 山岳
- 高見山
- 矢倉山

## 寺院・神社

### 寺院
- 正覚寺

### 神社
- 国司神社
- 久保神社
- 八幡神社
- 日吉神社（山王神社）
- 山尾神社